# Cá minh thái
Cá minh thái hay còn gọi là cá pôlăc (Danh pháp khoa học: Pollachius) là tên gọi thông dụng chỉ về các loài cá biển thuộc chi này. Cả hai loài Pollachius pollachius và Pollachius virens đều có tên thông dụng là cá minh thái. Cái tên khác về Pollachius pollachius kể cả cá minh thái Đại Tây Dương (Atlantic pollock), cá minh thái châu Âu (European pollock). Loài cá có giá trị thương mại cao trong các loại cá minh thái là cá minh thái Alaska ở Mỹ. Đây là nhóm cá thịt trắng và được tiêu thụ rất nhiều nơi trên thế giới.

## Các loài
Hiện có hai loài trong chi này là
- Pollachius pollachius (Linnaeus, 1758) (Pollack)
- Pollachius virens (Linnaeus, 1758) (Saithe)

Họ Gadidae có 4 loài mà trong tên gọi tiếng Anh của chúng có sử dụng từ pollock/pollack.
| Danh pháp khoa học (đồng nghĩa)             | Anh                                                                                   | Nga                            | Trung                                                                                          | Triều                 | Nhật         | Sinh sống |
| ------------------------------------------- | ------------------------------------------------------------------------------------- | ------------------------------ | ---------------------------------------------------------------------------------------------- | --------------------- | ------------ | --- |
| Pollachius pollachius                       | Atlantic pollock, European pollock, Pollack, Dover hake, Green pollack, Grass whiting | серебристая сайда, поллак, люр | 青鱈 = thanh tuyết                                                                             |                       |              | Bắc Đại Tây Dương, biển Baltic. Năm 2013 đánh bắt khoảng 9.000 tấn; trong đó Pháp và Na Uy mỗi quốc gia khoảng 3.000 tấn (số liệu của FAO, tìm kiếm tại http://www.fao.org/fishery/species/search/en).                                                                                                 |
| Pollachius virens                           | Saithe, American pollack, Billet, Silock, Coal fish, Coley                            | сайда                          | 青鳕 = thanh tuyết, 綠青鱈 = lục thanh tuyết                                                   |                       |              | Đông Đại Tây Dương: biển Barents, Spitsbergen tới vịnh Biscay, quanh Iceland. Tây Đại Tây Dương: tây nam Greenland, vịnh Hudson tới Bắc Carolina (hiếm bắt được tại đây). Năm 2013 đánh bắt ~ 0,31 triệu tấn; trong đó Na Uy đánh bắt ~ 0,2 triệu tấn, Faroe khoảng 0,034 triệu tấn (số liệu của FAO). |
| Gadus chalcogrammus (Theragra chalcogramma) | Alaska pollock, Walleye pollock, Pacific pollock                                      | минтай                         | 黄线狭鳕 = hoàng tuyến hiệp tuyết, 明太鱼 = minh thái ngư (tên gọi ở vùng đông bắc Trung Quốc) | 명태어 = cá minh thái | スケトウダラ | Bắc Thái Bình Dương, bao gồm biển Nhật Bản, biển Okhotsk, biển Bering, vịnh Alaska, vịnh Monterey. Năm 2013 đánh bắt ~ 3,24 triệu tấn; trong đó Nga = 1,5 triệu tấn và Mỹ = 1,06 triệu tấn (số liệu của FAO).                                                                                          |
| Gadus finnmarchica (Theragra finnmarchica)  | Norway pollock                                                                        | атлантический минтай           | 挪威狭鳕 = Na Uy hiệp tuyết                                                                    |                       |              | Đông bắc Đại Tây Dương, rìa phía bắc Na Uy và Nga trong biển Barents. Loài này rất ít khi đánh bắt được. |

## Trong ẩm thực
Chúng là nguyên liệu cho món Mentaiko là trứng của cá minh thái và thường được ướp với bột ớt đỏ. Nó có màu đỏ đậm hay hồng. Mentaiko cay trong món Tarako Spaghetti. Sử dụng Mentaiko thông thường nhất là trong món Onigiri sushi Nhật Bản nhưng nó thật sự ngon trong món Tarako Spaghetti. Mentaiko rất đa dạng về mùi vị và màu sắc ở Nhật và được ăn trong khi uống rượu sake. Có thời điểm Mentaiko được xem là món ăn phụ ngon ở Nhật Bản.

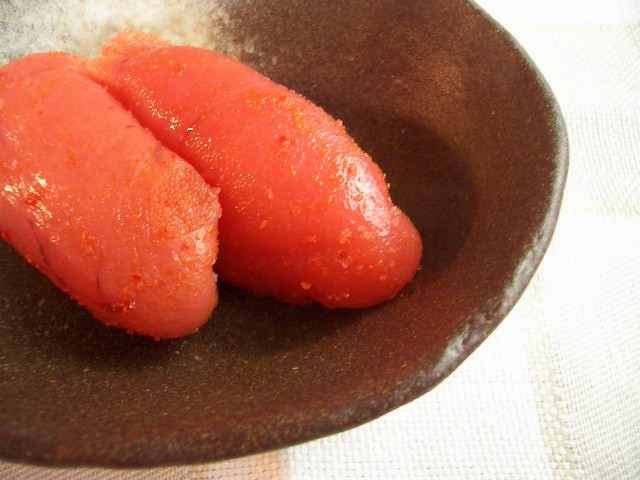
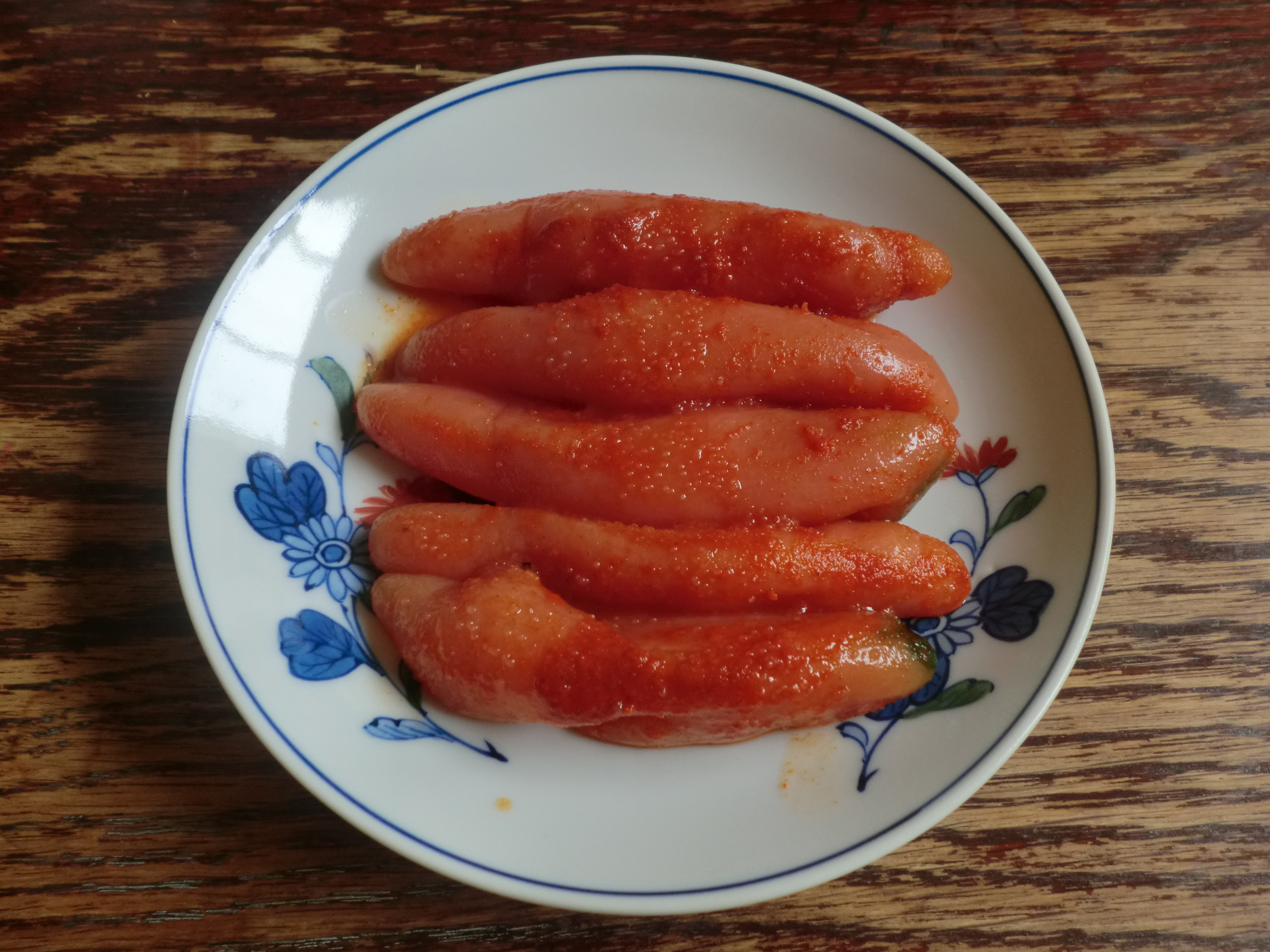
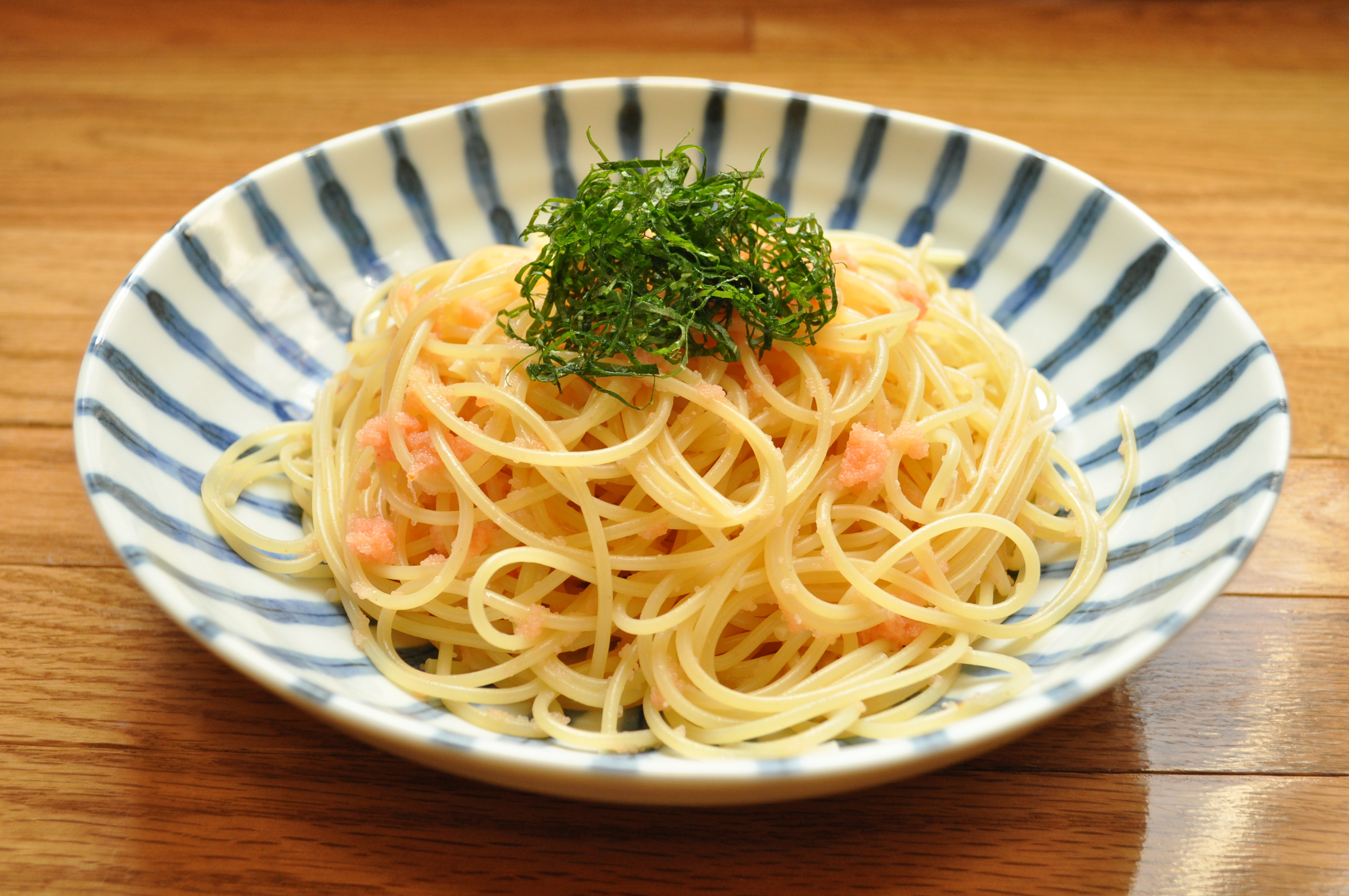
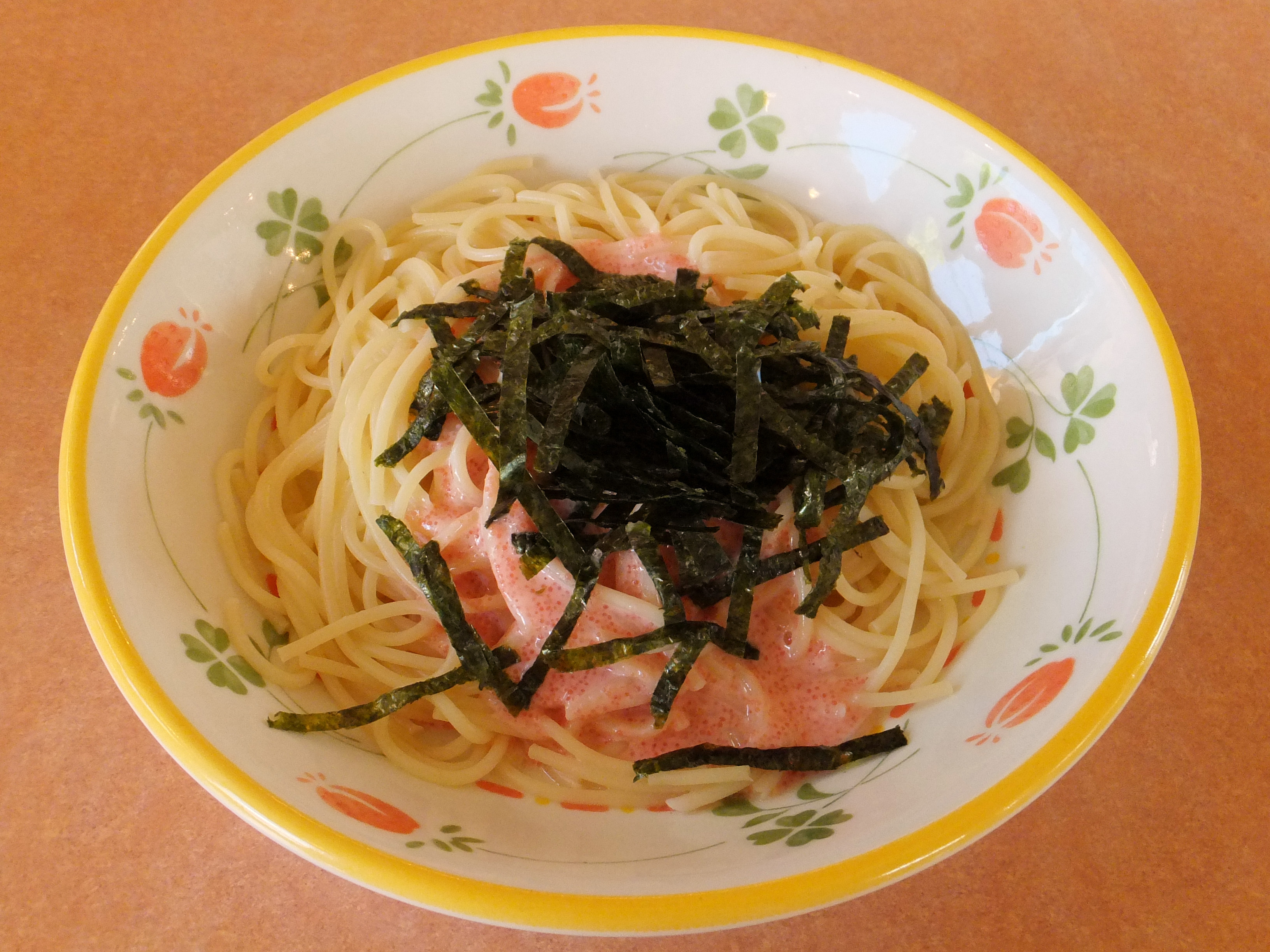
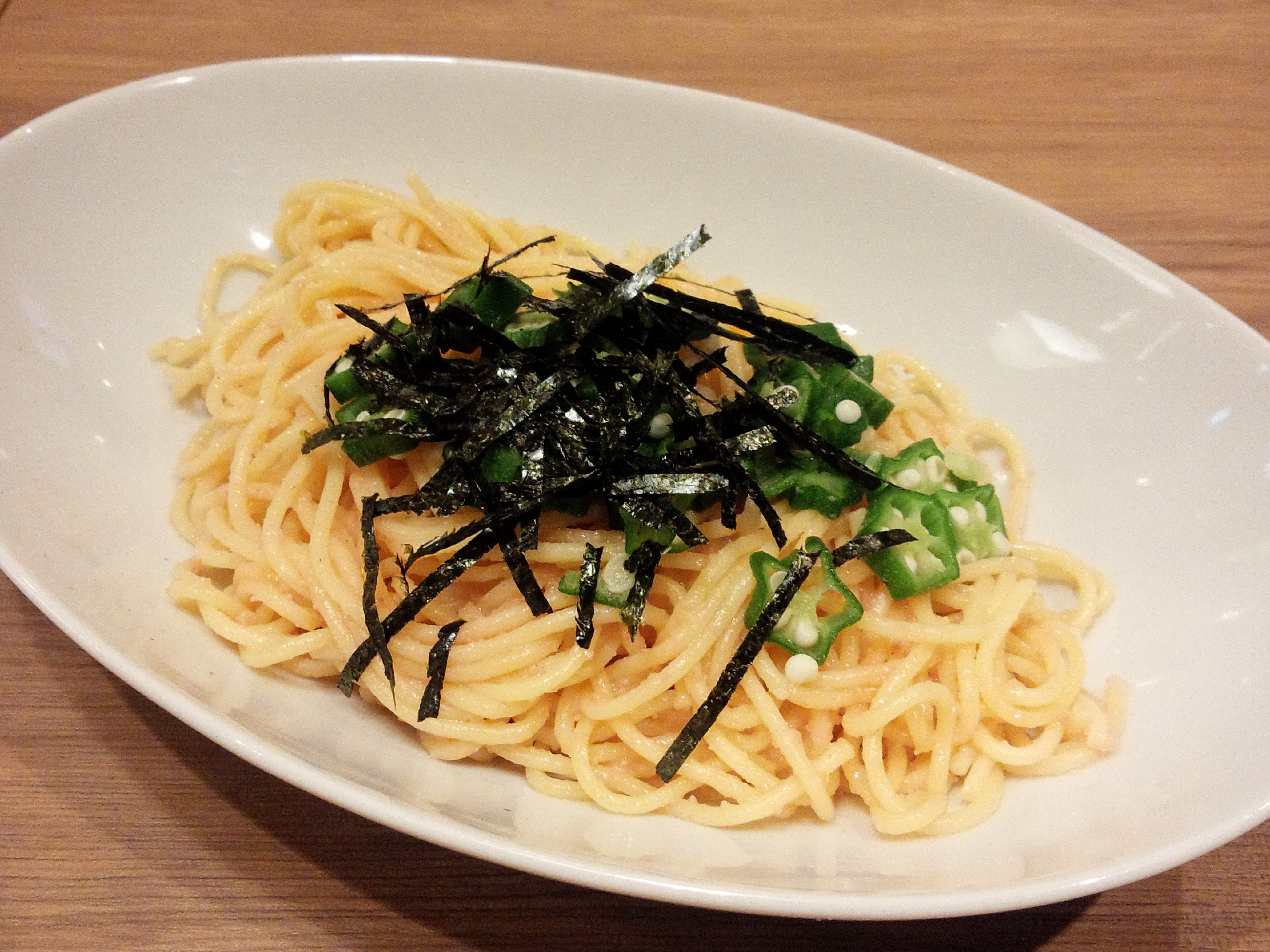